# 都西庙水库
都西庙水库是中国内蒙古自治区通辽市科尔沁左翼中旗境内的一座水库，位于新开河上，建于1960年。水库正常库容为3120万立方米，海拔为168米。